# Echinocereus pulchellus
Echinocereus pulchellus là một loài thực vật có hoa trong họ Cactaceae. Loài này được (Mart.) K.Schum. mô tả khoa học đầu tiên năm 1894.

## Hình ảnh

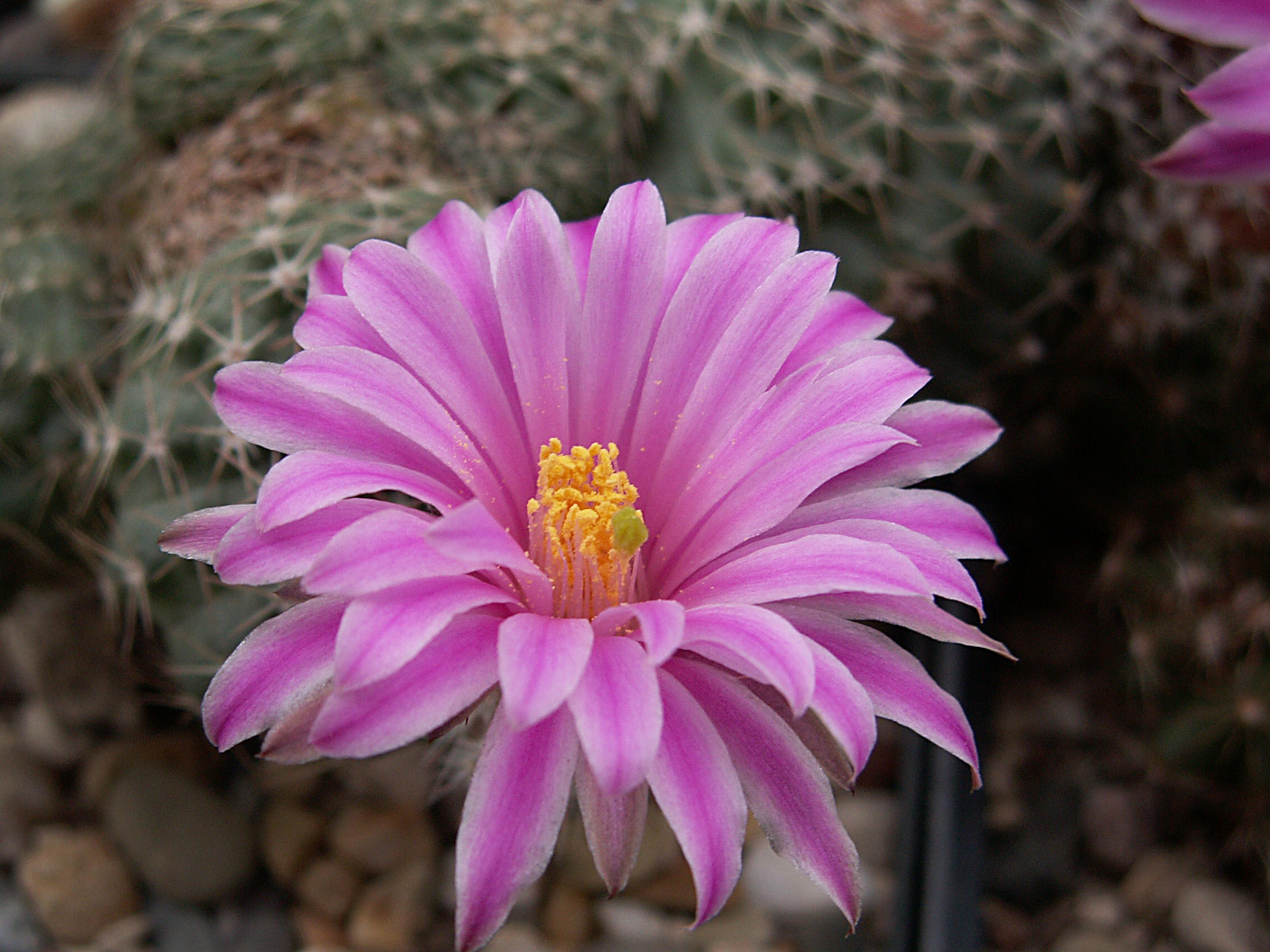
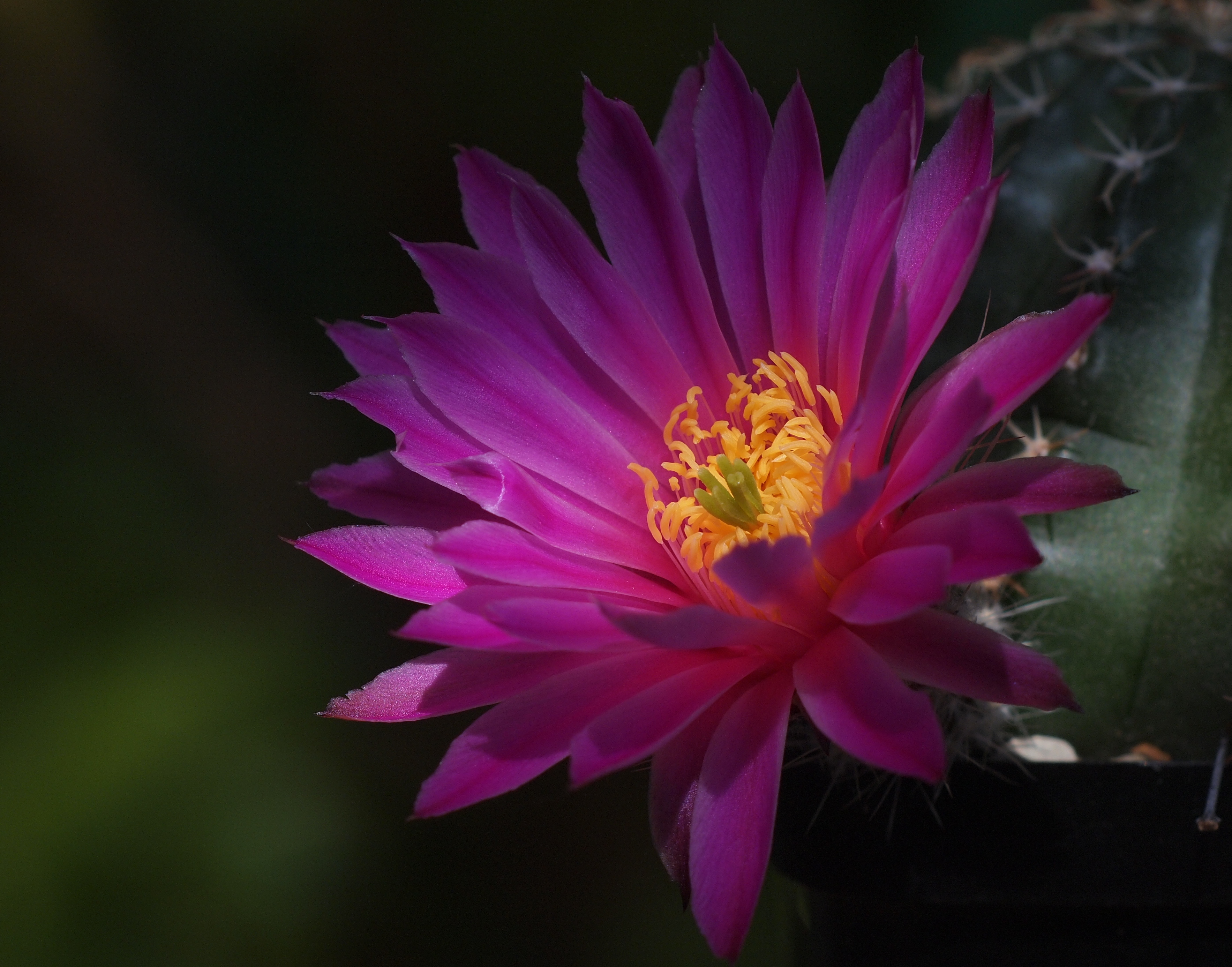
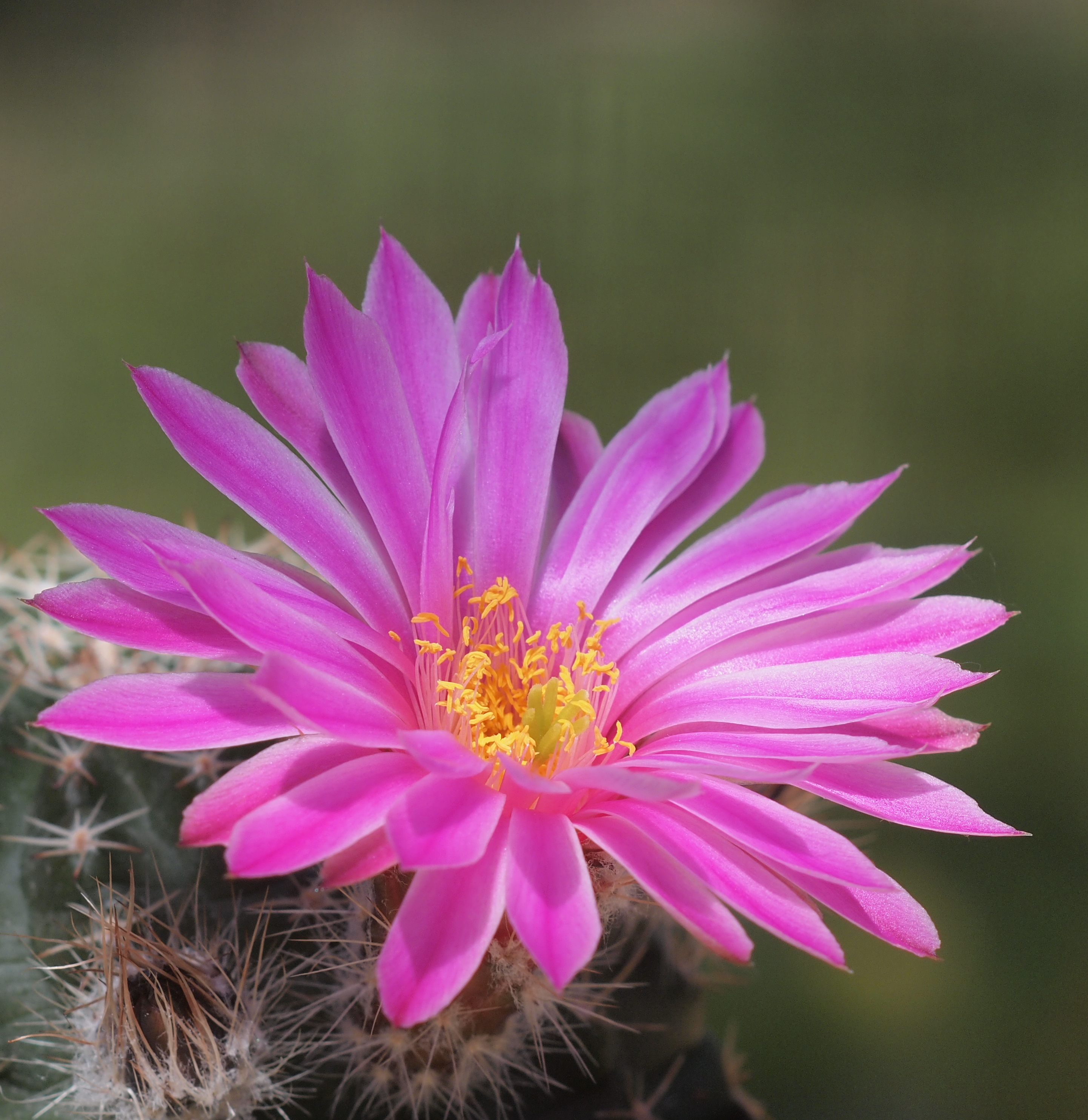
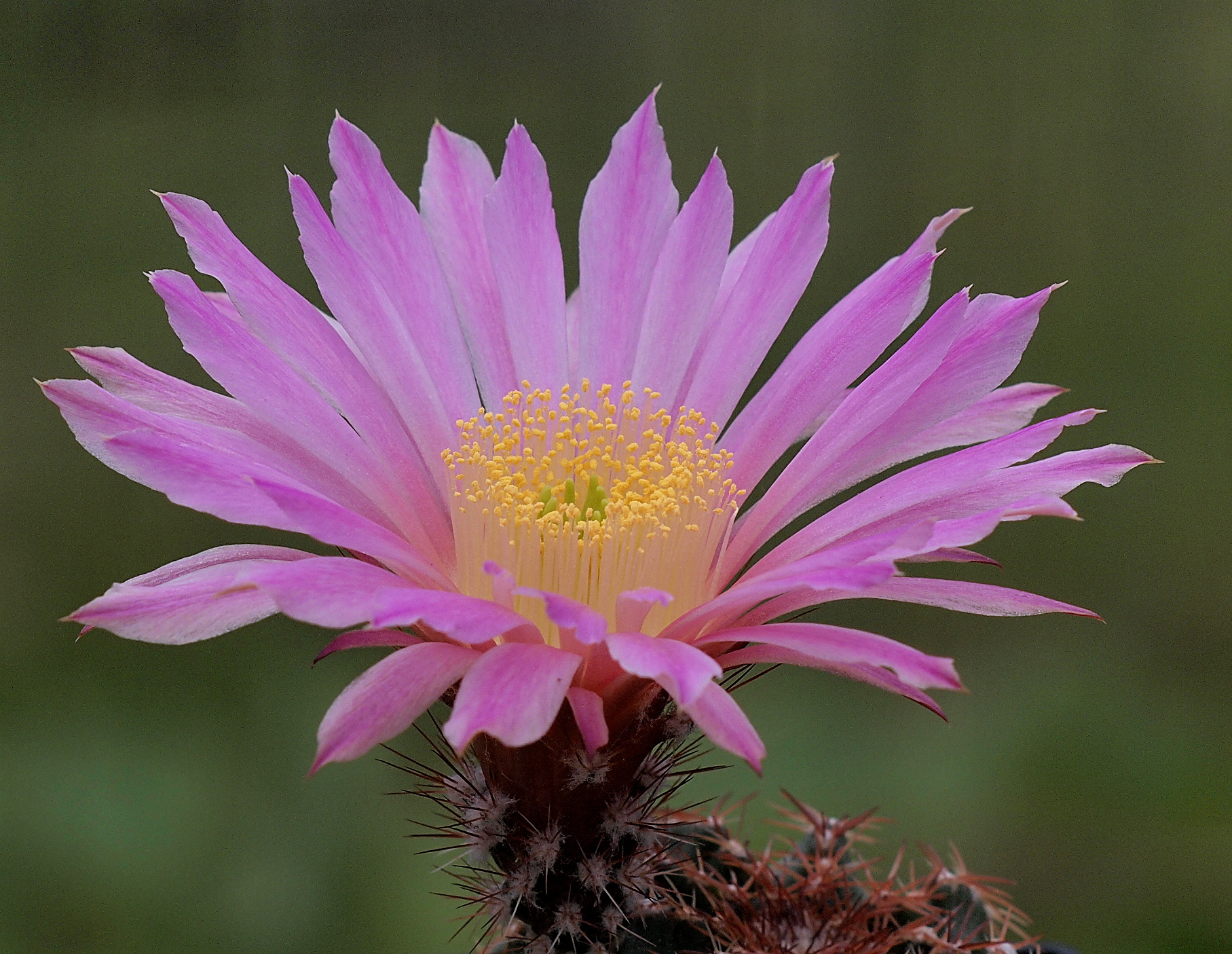